# Unterseeboot 19 (1936)
Pour les articles homonymes, voir Unterseeboot 19.
Le Unterseeboot 19 ou U-19 est un sous-marin allemand (U-Boot) de type II.B utilisé par la Kriegsmarine pendant la Seconde Guerre mondiale.
Comme les sous-marins de type II étaient trop petits pour des missions de combat dans l'océan Atlantique, il a été affecté en Mer du Nord ainsi qu'en Mer Noire.

## Présentation
Mis en service le 16 juin 1936, l'U-19 a servi de 1936 à 1940 au sein de la Unterseebootsflottille "Weddigen". Il réalise sa première patrouille de guerre, quittant le port de Wilhelmshaven, le 25 août 1939, sous les ordres de Hans Meckel.
L'Unterseeboot 19 a coulé 14 navires marchands pour un total de 35 430 tonneaux et 1 navire militaire de 441 tonnes au cours des 20 patrouilles (381 jours en mer) qu'il effectua du 25 août 1939 au 10 septembre 1944.
Les 9 premières patrouilles s'effectuent en Mer du Nord puis, de mai 1940 à avril 1942, l'U-19 sert à l'entrainement des équipages au sein de la 1., 24. et 22. Unterseebootsflottille.
Pour servir dans la 30. Unterseebootsflottille à Constanza, l'U-19 est désarmé à Kiel et partiellement démonté pour être transporté par voie terrestre et via le Danube à la mer Noire. Le 9 novembre 1942, il est remis en service et affecté à la 30.U-Flottille dans laquelle il réalise 11 patrouilles dont la première le 21 janvier 1943 sous les ordres de Hans-Ludwig Gaude.
Le 11 septembre 1944, l'U-19 est sabordé en Mer Noire, au nord de Zonguldak le long des côtes turques à la position géographique de 41° 34′ N, 31° 50′ E, pour empêcher les forces soviétiques de le capturer.
Le 3 février 2008, le quotidien The Daily Telegraph rapporte que l'U-20 et l'U-23 ont été découverts par Selçuk Kolay, un ingénieur de marine turque qui pense être proche de repérer l'U-19, à quelque 1 000 pieds (300 m) de profondeur, à trois miles de la ville turque de Zonguldak.

## Affectations
- Unterseebootsflottille "Weddigen" à Kiel du 1er janvier 1936 au 1er août 1939 (service actif)
- 1. Unterseebootsflottille à Kiel du 1er septembre 1939 au 31 décembre 1939 (service actif)
- 1. Unterseebootsflottille à Kiel du 1er janvier au 30 avril 1940 (service actif)
- U-Ausbildungsflottille, à Dantzig du 1er mai au 30 juin 1940 (formation)
- 24. Unterseebootsflottille à Dantzig du 1er juillet au 18 décembre 1940 (formation)
- 22. Unterseebootsflottille à Gotenhafen du 19 décembre 1940 au 1er mai 1940 (navire-école)
- 30. Unterseebootsflottille à Constanza du 1er octobre 1942 au 11 septembre 1944 (service actif)

## Commandements
- Kapitänleutnant Viktor Schütze du 16 janvier 1936 au 30 septembre 1937
- Hans Meckel du 30 septembre 1937 au 1er novembre 1939
- Wilhelm Müller-Arnecke du 2 novembre 1939 au 2 janvier 1940
- Kapitänleutnant Joachim Schepke du 3 janvier au 30 avril 1940
- Wilfried Prellberg du 1er mai au 19 juin 1940
- Peter Lohmeyer du 20 juin au 20 octobre 1940
- Oberleutnant zur See Wolfgang Kaufman du 21 octobre au 8 novembre 1940
- Rudolf Schendel du 8 novembre 1940 au 31 mai 1941
- Oberleutnant zur See Gerhard Litterscheid du 1er juin 1941 à février 1942
- Hans-Ludwig Gaude du 16 décembre 1941 à février 1942
- Hans-Ludwig Gaude de février au 30 avril 1942
- Kapitänleutnant Hans-Ludwig Gaude du 1er octobre 1942 au 2 décembre 1943
- Oberleutnant zur See Willy Ohlenburg du 3 décembre 1943 au 6 septembre 1944
- Oberleutnant zur See Hubert Verpoorten du 7 au 11 septembre 1944

Nota: Les noms de commandants sans indication de grade signifie que leur grade n'est pas connu avec certitude à notre époque à la date de la prise de commandement.

## Navires coulés
L'Unterseeboot 19 a coulé 14 navires marchands pour un total de 35 430 tonneaux et 1 navire militaire de 441 tonnes au cours des 20 patrouilles (381 jours en mer) qu'il effectua.
| Date             | Nom                      | Nationalité      | Tonnage (GRT) | Fait         |
| ---------------- | ------------------------ | ---------------- | ------------- | ------------ |
| 21 octobre 1939  | Capitaine Edmond Laborie | France           | 3 087         | Coulé (mine) |
| 21 octobre 1939  | Deodata                  | Norvège          | 3 295         | Coulé (mine) |
| 24 octobre 1939  | Konstantinos Hadjiperas  | Grèce            | 5 962         | Coulé (mine) |
| 18 novembre 1939 | Carica Milica            | Yougoslavie      | 6 371         | Coulé (mine) |
| 9 janvier 1940   | Manx                     | Norvège          | 1 343         | Coulé        |
| 23 janvier 1940  | Battanglia               | Royaume-Uni      | 1 523         | Coulé        |
| 23 janvier 1940  | Pluto                    | Danemark         | 1 598         | Coulé        |
| 25 janvier 1940  | Everene                  | Danemark         | 4 434         | Coulé        |
| 25 janvier 1940  | Gudveig                  | Danemark         | 1 300         | Coulé        |
| 19 mars 1940     | Charkow                  | Danemark         | 1 026         | Coulé        |
| 19 mars 1940     | Minsk                    | Danemark         | 1 229         | Coulé        |
| 20 mars 1940     | Bothal                   | Danemark         | 2 109         | Coulé        |
| 20 mars 1940     | Viking                   | Danemark         | 1 153         | Coulé        |
| 27 juin 1944     | Barzha                   | Union soviétique | 1 000         | Coulé        |
| 2 septembre 1944 | BTSC-410 Vzrv (No 25)    | Union soviétique | 441           | Coulé        |

### Sources
- (en) Cet article est partiellement ou en totalité issu de l’article de Wikipédia en anglais intitulé « German submarine U-19 (1935) » (voir la liste des auteurs).